# Bjarke Jacobsen
Bjarke Jacobsen (* 21. August 1993 in Helsinge) ist ein dänischer Fußballspieler, der seit Juli 2025 beim deutschen Drittligisten VfL Osnabrück unter Vertrag steht. Jacobsen war dänischer U20-Nationalspieler.
Aus der Jugend des FC Nordsjælland hervorgegangen, spielte er zunächst beim Drittligisten FC Helsingør und danach bei den Zweitligisten AB Gladsaxe sowie Vendsyssel FF, bevor er sich dem Erstligisten AC Horsens anschloss.

## Karriere

### Verein
Bjarke Jacobsen wechselte im Jahr 2009 vom Helsinge SI, einem Amateurverein aus dem Provinzort Helsinge im Kopenhagener Ballungsraum, in das Nachwuchsleistungszentrum des FC Nordsjælland, der eine Zusammenarbeit mit Helsinge SI pflegt. Beim Verein, der 2003 aus einer Zusammenlegung mehrerer kleiner Vereine im Kopenhagener Ballungsraum, darunter Helsinge SI, entstand, durchlief er diverse Nachwuchsmannschaften, bevor er sich Ende August 2012 dem Drittligisten FC Helsingør anschloss. In seiner ersten Saison im Erwachsenenbereich belegte Jacobsen mit dem FC Helsingør den zweiten Platz in der Staffel „Øst“ in der „2. Division“, woraufhin der Vertrag verlängert wurde. Nach einer weiteren Saison, in der der vierte Platz belegt wurde, sowie 54 Pflichtspielen (drei Tore) folgte der Wechsel zum Zweitligisten AB Gladsaxe. Bjarke Jacobsen erkämpfte sich bei AB Gladsaxe, der 2004 aus der ersten Liga abstieg und seitdem in der Zweitklassigkeit sein Dasein fristete, einen Stammplatz und kam, zumeist auf der Position des zentralen Mittelfeldspielers eingesetzt, zu 16 Einsätzen in der Hinrunde, in denen er zwei Tore schoss. Obwohl er seinen Vertrag in der Winterpause verlängerte, wechselte er kurz vor Ende der Transferperiode zum Ligakonkurrenten Vendsyssel FF. Auch beim Verein aus dem nordjütischen Hjørring erkämpfte sich Jacobsen einen Stammplatz und wurde in der Rückrunde in 13 Partien eingesetzt, auch hier zumeist als zentraler Mittelfeldspieler. Nachdem er zu Saisonbeginn – an den ersten beiden Spieltagen kam er noch zum Einsatz – wegen einer Knieoperation gefehlt hatte, kehrte er in die Stammelf zurück und belegte mit Vendsyssel FF den fünften Platz. In der Folgesaison gelang dem Verein als Tabellenzweiter sogar die Qualifikation für die Auf-und-Abstiegs-Play-offs gegen den AC Horsens, wo Vendsyssel FF den kürzeren zog. Zudem erreichte Bjarke Jacobsen mit Vendsyssel FF im dänischen Pokal das Halbfinale, wo der FC Kopenhagen Endstation bedeutete.
Im Sommer 2017 folgte dennoch ein Vereinswechsel, denn er wechselte zum AC Horsens. Obwohl zunächst ein Wechsel zur Winterpause der Saison 2017/18 vereinbart wurde, folgte im August 2017 ein sofortiger Vereinswechsel und Bjarke Jacobsen schloss sich dem Verein aus der Hafenstadt an der jütischen Ostküste an. Er erkämpfte sich einen Stammplatz und belegte mit dem AC Horsens nach der regulären Saison sowie nach der Meisterrunde den sechsten Platz. Daraufhin folgte eine Vertragsverlängerung. Eine Saison später war der Kampf um den Klassenerhalt angesagt und zum Saisonende stand die Qualifikation für die Auf-und-Abstiegs-Play-offs, wo Jacobsen mit seinem Verein auf seinen ehemaligen Arbeitgeber Vendsyssel FF traf. Dort behielt der AC Horsens die Oberhand und so spielte der Verein weiterhin in der „Superligæn“, wie die höchste dänische Spielklasse heißt. Bjarke Jacobsen behielt auch in den folgenden zwei Spielzeiten seinen Stammplatz, stieg allerdings 2021 mit dem AC Horsens aus der Superligæn ab. Daraufhin entschied er sich für einen Vereinswechsel. 
Im Juni 2021 wechselte er nach Deutschland zum Drittligisten SV Wehen Wiesbaden. Dort unterschrieb Jacobsen einen Vertrag für zwei Spielzeiten. Gehörte er noch an den ersten beiden Spieltagen ohne Einsatz zum Kader, erkämpfte er sich einen Stammplatz im defensiven Mittelfeld und kam in seiner ersten Spielzeit im Ligaalltag zu 33 Spielen (ein Tor). Im November 2022 wurde Bjarke Jacobsens Vertrag beim SVWW um weitere zwei Jahre verlängert. In der darauffolgenden Saison spielte der SV Wehen Wiesbaden um den Aufstieg in die 2. Bundesliga mit und am letzten Spieltag waren die Hessen nach einem 1:0-Heimsieg gegen den Halleschen FC – Bjarke Jacobsen erzielte den 1:0-Siegtreffer – virtuell auf einem direkten Aufstiegsplatz, doch da der VfL Osnabrück im Parallelspiel gegen die zweite Mannschaft von Borussia Dortmund in der Nachspielzeit einen 0:1-Rückstand drehte und mit 2:1 gewann, rutschte der SVWW auf den Relegationsplatz ab. In den Relegationsspielen traf der SV Wehen Wiesbaden auf Arminia Bielefeld und stieg nach einem 6:1-Sieg nach Hin- und Rückspiel in die Zweitklassigkeit auf. In dieser Spielzeit war Bjarke Jacobsen genau wie in seiner Debütsaison Stammspieler und schoss zwei Tore (vier Vorlagen). Im Sommer 2025 verließ er Wiesbaden.
Im Sommer 2025 wechselte Jacobsen zum VfL Osnabrück.

### Nationalmannschaft
Im Juli 2012 absolvierte Bjarke Jacobsen drei Partien für die dänische U20-Nationalmannschaft. Alle drei Spiele fanden im Rahmen des NI Milk Cups in Nordirland statt.